# Fisksjön, Värmland
Fisksjön är en sjö i Karlskoga kommun i Värmland och ingår i Göta älvs huvudavrinningsområde. Sjön har en area på 0,203 kvadratkilometer och ligger 121,1 meter över havet. Fisksjön ligger i Fisksjön Natura 2000-område. Sjön avvattnas av vattendraget Kilstabäcken.

## Delavrinningsområde
Fisksjön ingår i det delavrinningsområde (658267-142278) som SMHI kallar för Mynnar i Lonnen. Medelhöjden är 132 meter över havet och ytan är 27,39 kvadratkilometer. Det finns inga avrinningsområden uppströms utan avrinningsområdet är högsta punkten. Kilstabäcken som avvattnar avrinningsområdet har biflödesordning 4, vilket innebär att vattnet flödar genom totalt 4 vattendrag innan det når havet efter 297 kilometer. Avrinningsområdet består mestadels av skog (35 procent), öppen mark (17 procent) och jordbruk (20 procent). Avrinningsområdet har 0,1 kvadratkilometer vattenytor vilket ger det en sjöprocent på 0,4 procent. Bebyggelsen i området täcker en yta av 6,5 kvadratkilometer eller 24 procent av avrinningsområdet.